# 情報デザイン工学部
情報デザイン工学部（じょうほうデザインこうがくぶ）は、情報デザイン工学を教育研究するために大学に置かれる学部の名称。
東海大学第二工学部が、2006年4月に情報デザイン工学部に改称。東海大学の夜間コースのみである。2009年度より募集停止。2013年3月をもって廃止となった。

## 情報デザイン工学部に置かれる学科
- 情報システム学科
- 建築デザイン学科